# John Malcolm

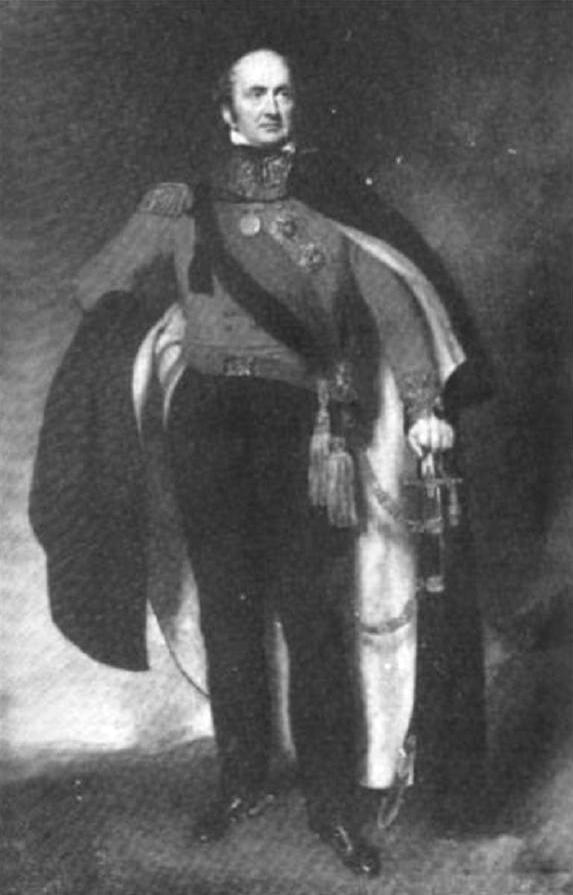
Samuel Lane (1780–1859): Sir John Malcolm, um 1830

Sir John Malcolm GCB (* 2. Mai 1769 in Farm Burnfoot, Westerkirk, Dumfriesshire; † 31. Mai 1833) war ein britischer Offizier, Historiker und Diplomat der britischen Ostindien-Kompanie sowie Gouverneur von Bombay.

## Leben

### Herkunft und Ausbildung
Malcolm war der vierte Sohn einer durch Spekulation verarmten schottischen Farmerfamilie. Er hatte siebzehn Geschwister, von denen fünfzehn das Erwachsenenalter erreichten; vier davon wurden in den Ritterstand (Knight) erhoben: Sir Pulteney (1768–1838), Vice-Admiral der Royal Navy; Sir James (1767–1849), Lieutenant-Colonel der Royal Marines, Sir Charles (1782–1851), Vice-Admiral der Royal Navy, und John Malcolm selbst.
Aufgrund der Empfehlung eines Onkels verließ der unternehmungslustige Junge bereits mit dreizehn Jahren die Schule und wurde 1782 Kadett bei der britischen Ostindien-Kompanie, wo er zunächst in Vellore, dann in Machilipatnam als Ensign in einer Sepoy-Einheit diente und bald als guter Reiter und Schütze bekannt wurde. Nach turbulenten Militärjahren mit Spielwut und Schulden wurde sein Regiment 1790 nach Hyderabad verlegt, wo er mit dem britischen diplomatischen Korps in Verbindung kam, was in dem lebhaften und aufgeweckten, aber fast ungebildeten jungen Mann das Interesse an fremden Sprachen, vor allem an der Hof- und Diplomatensprache Persisch, die er bald fließend beherrschte, weckte und den Ehrgeiz nach einer Laufbahn im diplomatischen Dienst wachrief.

### Dienst in Indien, Englandaufenthalt
1792 fanden seine Fähigkeiten Verwendung im dritten Mysore-Krieg bei der Belagerung von Shrirangapattana, als Lord Cornwallis ihn aufgrund seiner militärischen und Sprachkenntnisse als Verbindungsmann zwischen dem Nizam von Hyderabad und den Kompanietruppen einsetzte. Im selben Jahr wurde er zum Lieutenant befördert. Seit dieser Zeit stand Malcolm nicht der aktiven Truppe zur Verfügung, sondern war nur noch in Stäben und diplomatischen Missionen oder unter eigenem Kommando tätig. Zur Herstellung seiner Gesundheit kehrte er 1794 nach England zurück, wo er seine Eltern zum letzten Mal lebend antraf.
Eine Denkschrift über die schlechten beruflichen Bedingungen der Offiziere erregte die Aufmerksamkeit des Kriegsministers und gleichzeitigen Präsidenten des Führungsgremiums der Ostindienkompanie, Henry Dundas, woraufhin Malcolm 1795 als Mitglied des Stabes von General Alured Clarke an einer Expedition ans Kap der Guten Hoffnung teilnehmen durfte. Der Gouverneur von Madras, General George, ernannte den 27-jährigen Lieutenant 1796 zu seinem Sekretär und zum Stadtkommandanten von Fort St. George (Madras/Chennai), 1797 folgte die Beförderung zum Captain. Als 1798 Lord Mornington (ab 1799 Marquess Wellesley) als Oberbefehlshaber in Indien eintraf, übersandte er ihm eine Denkschrift über den Umgang mit den indischen Fürsten. Einen Aufstand der aus den Diensten des Nizam von Hyderabad entlassenen Sepoys konnte er mit Hilfe einiger ihm ergebener Soldaten abwenden; den Bericht über die Ereignisse überreichte er persönlich dem Generalgouverneur in Kalkutta. Während der kriegerischen Ereignisse um die Einnahme von Srirangapatnam, der Hauptstadt Tipu Sultans, spielte Malcolm bereits eine Schlüsselrolle als Verbindungsoffizier zwischen den Truppen und dem Generalgouverneur. Nach dem Ende des Vierten Mysore-Krieges und dem britischen Sieg im Jahr 1799 empfahl ihn der Oberbefehlshaber der Truppen, Sir Thomas Munro (1761–1827) dem Generalgouverneur als seine Vertrauensperson, die bei der Regierung der wieder eingesetzten Wodeyar-Dynastie von Mysore entscheidend mitwirkte.

### Gesandtschaft nach Persien
Im gleichen Jahr 1799 sandte ihn Lord Wellesley, mit dem er lebenslang befreundet war, von seinem derzeitigen Dienstort Kalkutta aus als ersten Gesandten seit der Zeit Elisabeths I. (1533–1603) nach Teheran, um mit Schah Fath Ali Schah ein Bündnis abzuschließen. 1796 hatte Paul I. von Russland Georgien, das Persien für sich beanspruchte, von seinen Truppen besetzen lassen und annektiert. Die britische Ostindien-Kompanie ihrerseits sah sich durch Pläne zu einer französisch-russischen Expedition nach Britisch-Indien bedroht. Von Madras aus über Hyderabad, Pune und Bombay erreichte Malcolm über Maskat und Buschehr im Jahr 1800 Schiras, Isfahan und schließlich Teheran, wo er im Dezember vom Schah empfangen wurde. 1801 konnte er einen Handels- und Beistandsvertrag abschließen, die erste Allianz zwischen Persien und einem europäischen Staat überhaupt. Die beiden (nie offiziell ratifizierten) Verträge ermöglichten der Ostindiengesellschaft Handelsansiedlungen (Faktoreien) an der Küste und im Landesinneren und sollten Indien gegen Angriffe Frankreichs und Afghanistans unter Zaman Shah (1770–1844) sichern. Malcolm kehrte im gleichen Jahr über das türkische Bagdad nach Bombay zurück.
Als die afghanische Gefahr durch den Sturz Zaman Shahs (1800) schwand und die französische Bedrohung durch den Frieden von Amiens (1802) abnahm, verlor der Vertrag für die Briten an Wert. Als sich ein Krieg Persiens mit Russland über die Einflusssphären im Kaukasus abzeichnete (Russisch-Persischer Krieg (1804–1813)), verwiesen die Briten auf den Wortlaut des Vertrages, der den Bündnisfall nur bei Konflikten mit Afghanistan und Frankreich vorsah. Die Perser wandten sich daraufhin an Napoleon Bonaparte, mit dem sie 1807 den Vertrag von Finckenstein schlossen.

### Zweiter Marathenkrieg, erneut Gesandter in Persien
1802 war Malcolm für Wellesley als Privatsekretär bereits unentbehrlich geworden, er galt als dessen „Faktotum und als größter Mann in Calcutta“; diplomatische Missionen führten ihn nach Bombay sowie nach Hyderabad und Pune, wo er die politische Lage an den Höfen des Nizam und des Marathen-Peshwa sondierte. Als 1802 in Bombay der persische Botschafter Haji Halil Khan bei einer Auseinandersetzung mit Kompaniesoldaten ums Leben kam, veranlasste Malcolm, dass von Buschehr aus eine Gesandtschaft mit einem Entschädigungsgeschenk an den Hof des Schahs geschickt wurde.
In der Zwischenzeit hatte sich der Marathenpeshwa Baji Rao II. im Vertrag von Bassein (1802) auf die Seite der Briten geschlagen. Im daraus entstehenden Zweiten Marathenkrieg (1803–1805) zwischen der Kompanie und den Marathenfürsten Holkar, Sindhia und dem Peshwa nahm Malcolm teil, Durchfallerkrankungen und Fieber setzten ihm jedoch so zu, dass er sich in Bombay auskurieren und seinen Adjutantenposten an der Seite Wellesleys zeitweise an Elphinstone abtreten musste. Er versäumte dadurch die entscheidenden Schlachten von Assaye und Argaum. Beim Friedensschluss 1804 geriet Malcolm durch seinen Einsatz für den geschlagenen Sindhia, dem er seine Hauptfestung und Residenz Gwalior beließ, in Konflikt mit seinem Oberbefehlshaber, Lord Wellesley, dessen Tadel ihn hart traf. Dennoch konnte man auf seine Expertise beim endgültigen Friedensschluss im Jahr 1806 nicht verzichten und zeichnete ihn für seine Verdienste nachträglich aus.
1807 wurde Malcolm nach einem Aufenthalt beim Generalgouverneur in Kalkutta als Resident im Fürstenstaat Mysore eingesetzt. Obwohl die in jeder Hinsicht anstrengenden Missionen der letzten Jahre bei ihm in finanzieller und gesundheitlicher Hinsicht Spuren hinterlassen hatten, heiratete Malcolm im Alter von 38 Jahren (1807) Charlotte, die Tochter des Colonels und späteren Oberkommandierenden der Madras Army, Alexander Campbell. Seinen Plan, eine Militärmission nach Basra anzuführen, verfolgte er weiter. Stattdessen sandte ihn 1808 der neue Generalgouverneur Earl of Minto erneut nach Persien, da man als Folge des Friedens von Tilsit zwischen Russland und Frankreich – wie schon 1803 – erneut Pläne für eine Invasion Nordindiens durch russisch-französische Truppen befürchtete. Ausgestattet mit einer kleinen Streitmacht von drei Fregatten und 500 Marinesoldaten und Sepoys versuchte er vergeblich, von Bombay aus via Buschehr über Shiras hinaus auch nach Teheran zu gelangen. Fath Ali Schah präferierte jedoch die französische Militärmission unter der Leitung von General Claude Mathieu de Gardane und verwies ihn an den Gouverneur von Fars. Verärgert zog sich Malcolm zurück und schlug Earl of Minto als Warnung Persiens und zur Eindämmung von Frankreichs Einfluss die Besetzung der Golfinsel Charg vor. 1809 kehrte Malcolm mit leeren Händen nach Bombay zurück. Ein neuerliche Persiengesandtschaft noch im gleichen Jahr 1809 wurde schon im Anfangsstadium abgebrochen.

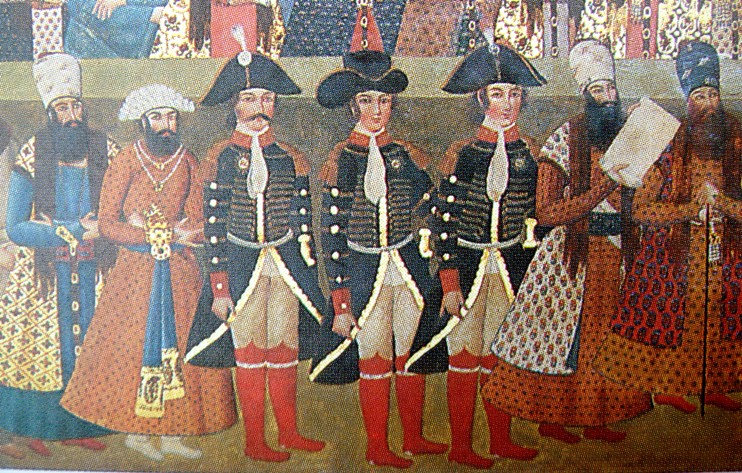
Die englische Delegation am Hof von Fath Ali Schah 1808: John Malcolm, Harford Jones und Gore Ouseley.

### Militärische Unruhen in Madras
Zurück in Kalkutta, wurde er mit der Niederschlagung eines Aufstandes der britischen Offiziere in Machilipatnam in der Präsidentschaft Madras beauftragt, der „white mutiny“, was er durch Verhandlungen erfolgreich, aber zum Unwillen des Gouverneurs von Madras, Barlow, erledigte; dieser wünschte eine strenge Bestrafung der Meuterer, während Malcolm den Konflikt durch Argumente beilegte.

### Erneute Gesandtschaft nach Persien
Als Malcolm 1810 erneut zu einer Mission (wieder über Buschehr) nach Persien aufbrach – der Schah war inzwischen von den Franzosen enttäuscht –, wurde er vom Außenministerium in Whitehall durch den Regierungsgesandten, Harford Jones-Brydges, überspielt, denn fortan sollten die Verhandlungen nicht mehr von der Britischen East India Company, sondern direkt von der Regierung geführt werden. Die Spannungen zwischen den beiden rivalisierenden englischen Gesandtschaften mündeten fast in ein Duell. Malcolms bleibendes Verdienst war die Einführung der Kartoffel in den Iran, die dort lange Zeit Malcolms Pflaume (pers. atuyi Malkam) genannt wurde. Trotz eines verlockenden Angebotes des Schahs, als Militärberater in Persien tätig zu werden und des herzlichen Empfangs, den man ihm bereitete, kehrte Malcolm über Bagdad nach Bombay zurück, wo man ihn – der den knauserigen Kompaniedirektoren in England inzwischen als notorischer Verschwender galt – jedoch für seine hohen Ausgaben tadelte. Der Schah hatte Malcom im Juli 1811 auch als Ritter des Sonnen- und Löwenorden ausgezeichnet.

### Rückkehr nach England, Publikationen
Malcolm kehrte 1812 nach England zurück und veröffentlichte in den folgenden Jahren während seines Heimaturlaubs u. a. die Political History of India und die History of Persia. In Anerkennung seiner politischen und wissenschaftlichen Verdienste wurde er 1812 als Knight Bachelor geadelt, 1815 als Knight Commander des Order of the Bath (KCB) und 1816 mit der juristischen Ehrendoktorwürde der Universität Oxford ausgezeichnet.

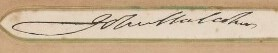
Signatur Sir John Malcolms, um 1815

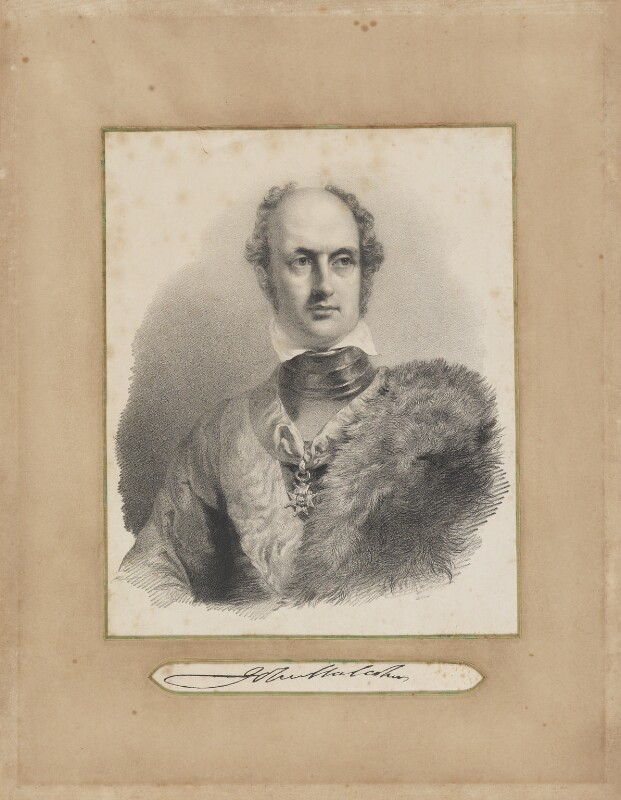
Sir John Malcolm, um 1815

„Man wird dem Autor wahrscheinlich vorwerfen, für Indien voreingenommen zu sein, und da er für sich nicht beansprucht, eine Ausnahme von den allgemeinen Schwächen der menschlichen Natur zu bilden, gibt er gerne zu, dass er im Hinblick auf die Maßnahmen, die umzusetzen er beigetragen hat, positiv voreingenommen ist. Der englische Leser wird aber gut daran tun, sich zu erinnern, dass es auch englische Vorurteile gibt, und dass der, der noch nie ein derartig weit entferntes Land gesehen hat, geschweige denn eines, das sich so vollkommen von allem unterscheidet, was wir von Europa her kennen, wie Indien, dass so jemand zugeben muss, bei solchen Diskussionen zumindest deutlich unterlegen zu sein.“

### Rückkehr nach Indien, Marathenkriege
Vor allem aus finanziellen Gründen kehrte der 46-Jährige 1816 nach Indien zurück – die Familie blieb in England zurück – und diente als Brigadier im Dritten Marathenkrieg 1817–1818. Der damalige Generalgouverneur, Marquess of Hastings, beauftragte ihn nicht nur mit politischen Sondierungen an den Fürstenhöfen des Nizam von Hyderabad, des Peshwa in Pune und der Bhonsle von Nagpur, er führte darüber hinaus auch die Truppen im Feldzug gegen die Reiterei der Pindaris, die räuberischen Hilfstruppen der Marathen, an. Bei dem sich daraus ergebenden Krieg gegen deren marathische Auftraggeber in Indore und Gwalior war Malcolm maßgeblich für den Sieg über Holkar und den Peshwa verantwortlich, die 1818 in einem Friedensvertrag mündeten. Seine folgende Tätigkeit als Politischer Agent und Stellvertreter des Generalgouverneurs in Zentralindien (Malwa) war von großer Bedeutung für die Befriedung der Region, wenngleich seine Bedingungen – vor allem in Hinblick auf die Pension des Peshwa Baji Rao II. – als zu großzügig empfunden wurden. Nach einigen weiteren Gefechten kehrte Ruhe in die Region ein, Malcolm galt fortan als erfolgreicher und beliebter Administrator.

„Malcolm vielgerühmtes Malwa-Settlement erzielte unmittelbare Resultate, und binnen kurzem kehrte Frieden ein in dieses so arg aufgewühlte Land von ehemaliger Größe und Bedeutung, und aus der am meisten beunruhigten Bevölkerung des gesamten damaligen Indiens wurde in wenigen Monaten eine einigermaßen gesetzestreue Gemeinschaft.“

Aus Enttäuschung darüber, dass man ihn bei der Besetzung der Gouverneursposten von Bombay und Madras übergangen hatte – Mountstuart Elphinstone (1779–1859) wurde 1820 in Bombay, Sir Thomas Munro (1761–1827) 1819 in Madras Gouverneur –, verließ Malcolm Indien im Jahr 1820 erneut. Stattdessen wurde er 1819 zum Knight Grand Cross des Order of the Bath erhoben und 1820 zum Major-General befördert. Erst im Jahr 1822 erreichte er über Suez und das Mittelmeer England. Unterwegs verfasste er die dann 1823 veröffentlichte Studie über Zentralindien und Malwa.

### Englandaufenthalt
Die kommenden fünf Jahre bis 1827 verbrachte Malcolm bei seiner Familie und pflegte bzw. erneuerte seine Kontakte in Politik, Literatur (u. a. Walter Scott, Madame de Staël) und Wissenschaft (u. a. Wilhelm von Humboldt, August Wilhelm Schlegel). Seine Versuche, die Differenzen zwischen der Kompanie und der Krone bei der Besetzung einer Gesandtschaft nach Teheran zu überwinden, scheiterten, der nunmehr über Fünfzigjährige galt zunehmend als lästig und zu sehr von sich selbst eingenommen.

### Gouverneur von Bombay
Schließlich wurde der Gouverneursposten in Bombay wieder frei, den er dann von 1827 bis 1830 innehatte. Auf der Seereise dorthin verfasste er an den Wochentagen sein „Life of Clive“, an den Sonntagen eine metrische Paraphrase der Psalmen. In dem kurz nach seinem Amtsantritt in Bombay ausgebrochenen Kompetenzstreit zwischen dem Obersten Gericht, dem Supreme Court von Bombay, der damals nur aus einem einzigen Richter bestand, und ihm als Gouverneur und Vertreter der Exekutive vermochte sich Malcolm zwar mit Brachialgewalt durchzusetzen, seine Reputation war aber durch eigene Indiskretionen an die Presse beschädigt, die Rede war gar von einem Skandal.

### Rückkehr nach England, Tod
Nach seiner Rückkehr nach England wurde Malcolm im Mai 1831 als Tory-Abgeordneter für das Borough Launceston Mitglied des House of Commons, konnte aber die Wahlen nach der Reform Act 1832 nicht mehr für sich entscheiden und schied im Dezember 1832 aus dem Parlament aus. Nach einer Frankreichreise war der konservative Malcolm von dem bevorstehenden Ausbruch einer Revolution auch in England überzeugt. 1833 erlitt er nach einer heftigen Grippe während der Teilnahme an einer Sitzung des Court of Proprietors, des Aufsichtsrats der Ostindienkompanie, einen Schwächeanfall, kurz danach einen Schlaganfall, von dem er sich nicht mehr erholte. Malcolm starb 1833 64-jährig.
Eine Statue des Bildhauers Francis Leggatt Chantrey, die durch Spenden Bombayer Bürger finanziert wurde, stand in der Stadthalle der Stadt, eine überlebensgroße Statue desselben Künstlers steht in der Westminster Abbey im nördlichen (linken) Querschiff, auf dem Langholm Hill, Dumfriesshire, erinnert seit 1835 ein Obelisk an ihn.

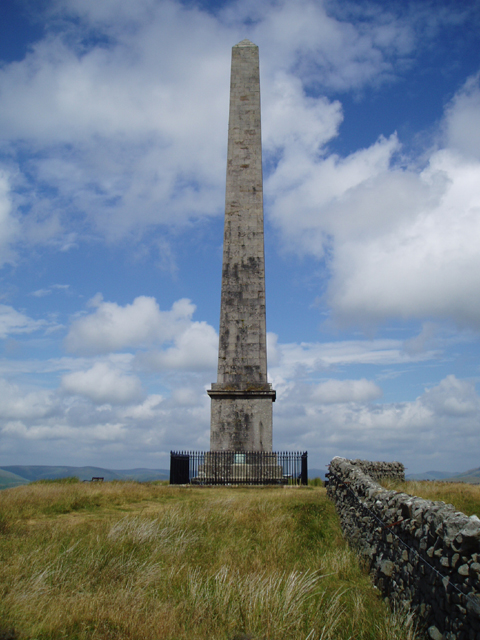
Der Malcolm-Obelisk, Langholm

## Ehe und Nachkommen
Sir John heiratete am 4. Juni 1807 Charlotte Campbell, Tochter von Sir Alexander Campbell, 1. Baronet, dem Oberbefehlshaber in Madras. Das Paar fünf Kinder:
- Margaret Malcolm (1808–1841) ⚭ 1827 Sir Alexander Thomas Cockburn-Campbell, 2. Baronet (1804–1871), ein Vetter;
- George Alexander Malcolm (1810–1888), britischer General ⚭ Georgiana Vernon;
- Charlotte Olympia Malcolm (1811–1886) ⚭ 1849 Guido von Usedom (1805–1884), preußischer Diplomat;
- Anne Amelia Malcolm (1814–1873);
- Catherine Wellesley Malcolm (1815–1891).

## Nachwirkung
Maßgeblich auf Malcolm gehen vier Prinzipien britischer Politik gegenüber Indien zurück:
- die Politik steht im Dienst der Ostindienkompanie, aber auch der Inder (keine britischen Siedler);
- indirekte Regierung (indirect rule): Beibehaltung der indischen Fürstenhäuser, mit möglichst wenigen Eingriffen in die althergebrachten Strukturen der Verwaltung, in Religionsangelegenheiten und Sitten;
- Einführung und Förderung von District Officers, einer kleinen Gruppe hoher Beamter, die als Repräsentanten britischer Macht mit großen Vollmachten ausgestattet waren, jedoch auf die offene Zurschaustellung militärischer Macht verzichteten;
- Verfolgung einer aktiven Außenpolitik gegenüber den Nachbarländern Iran, Afghanistan und Zentralasien.

## Würdigung, Charakter
Der hochgewachsene Malcolm galt als fleißiger, begeisternder Teamworker, war produktiv und flößte Vertrauen ein. Sein Ehrgeiz, Feingefühl und sein (bisweilen übersteigertes) Selbstvertrauen waren der Schlüssel zu zahlreichen diplomatischen und politischen Erfolgen. Gegenüber den indischen Fürsten wurden ihm mangelnde Härte und zu weit gehende finanzielle Großzügigkeit vorgeworfen.
- „…einer der fähigsten Beamten, die die Ostindienkompanie und das britische Empire je besessen haben“; Frykenberg 2004[24]
- "Bis zum Schluss soll er „Boy Malcolm“ geblieben sein… er hatte dieselben Qualitäten, … wie Hunderte andere englische Offiziere in den Tagen des frühen Empire: Energie, Übermut, Humor, Sinn für Recht und Anstand, eine rasche Auffassungsgabe und die Gabe, Menschen zu führen und von ihnen Gehorsam zu erhalten – aber er hatte mehr von alledem. Das war alles"; Mehra 1987[25]
- „1823 endete eine Ära. … Umsichtige Bürokraten ersetzten Leute wie den extravaganten Ochterlony und den abenteuerlustigen, einfühlsamen Malcolm. … die den indischen Herrschern Verständnis entgegenbrachten, willens und in der Lage waren, alternative politische Wege vorzuschlagen und sogar den indischen Fürsten Zugeständnisse zu machen, die man anerkannte, auch wenn ein Generalgouverneur damit einmal nicht einverstanden war. … Zu Beginn des 19. Jahrhunderts waren etliche politische Offiziere, so auch John Malcolm, bekannt für ihre milde Haltung gegenüber ihren Schützlingen“; Ramusack 2004[26]
- „Elphinstone war absolut nicht einverstanden mit Malcolms Vorschlag, Bajirao [II., Peshwa von Pune], milde zu behandeln. Er wusste genau, dass nur er allein aufgrund seiner jahrelangen, nahen Erfahrung die tiefgehende Verstellung, zu der der Peshwa imstande war, verstand… Auf Malcolms Rat hin dämpfte Elphinstone seine vormalige Strenge gegenüber dem Peshwa, mit dem Resultat, dass – wie er selbst schreibt – sowohl der Brand der [englischen] Residenz als auch alles, was darauf folgte, erst möglich wurde.“ – G.S. Sardesai, 1948[27]

## Werke (Auswahl)
- The History of Persia, from the Most Early Period to the Present Time. Containing an Account of Religion, Government, Usages, and Character of the Inhabitants of that Kingdom. Murray, London 1829 (Erstauflage 1815) Digitalisat Bd. 1, Bd. 2.
- Sketch of the Political History of India, from the Introduction of Mr.Pitt's Bill, A.D. 1784, to the Present Date. Miller, London 1811 Digitalisat.
- The Political History of India, from 1784 to 1823. Murray, London 1826 Digitalisat Bd. 1, Bd. 2.
- A Memoir of Central India, including Malwa, and Adjoining Provinces. With the History and Copious Illustrations, of the Past and Present Condition of that Country. 2 Bde. Allen Parbury, London 1832 (Erstauflage 1823) Digitalisat Bd. 1, Bd. 2.
- Sketch of the Sikhs; a Singular Nation, who inhabit the Provinces of the Penjab, situated between the rivers Jumna and Indus. Murray, London 1812 Digitalisat.
- Oberservations on the Disturbances in the Madras Army in 1809. Miller/Murray, London 1812, v. a. S. 94 Digitalisat.
- The Government of India. Murray, London 1833 Digitalisat.
- The Life of Robert, Lord Clive. Collected from the Family Papers, Communicated by the Earl of Powis. Murray, London 1836 (posthum) Digitalisat Bd. 1, Bd. 2, Bd. 3.